# 康熙帝〜大河を統べる王〜
『康熙帝〜大河を統べる王〜』（こうきてい たいがをすべるおう、原題：天下長河）は、2022年の中国のテレビドラマ。全40話。監督は張挺。主演はルオ・ジン、イン・ファン、ホァン・チーチョン。

## 登場人物

### 主要人物
康熙帝
演 - ルオ・ジン
大清帝国の皇帝。
陳潢
演 - イン・ファン
水利学者。
靳輔
演 - ホァン・チーチョン
安徽巡撫。河道総督。

### その他
孝荘太皇太后
演 - シー・メイチュアン
康熙帝の祖母
索額図
演 - リャン・グァンホア
康熙期の重臣
于成龍
演 - 蘇可
康熙期の大臣
高士奇
演 - 陸思宇
康熙期の寵臣
納蘭明珠
演 - ゴン・レイ
康熙期の重臣
徐乾学
演 - 趙麟
康熙期の史学者
靳治豫
演 - 李欣哲

## 挿入曲
- 『基業』
- 『浮生若夢』
- 『無題』